# Adriana Jelínková
Adriana Jelínková (* 10. dubna 1995 Brno) je původně nizozemská reprezentantka v alpském lyžování, která od sezóny 2022/2023 reprezentuje Českou republiku. Specializuje se na technické disciplíny, její nejsilnější disciplínou je obří slalom, v němž zajela 11. místo ve Světovém poháru v Kranjské Hoře (2021). Debut v SP si odbyla 16. prosince 2012 v Courchevelu v obřím slalomu, startovala na čtyřech mistrovstvích světa a představila se na ZOH 2022 v Pekingu. V současné době bydlí v Brně, často pobývá také v Saalfeldenu (Rakousko), závodí za Skiclub Bad Gastein a je členkou Svazu lyžařů ČR.

## Kariéra
Narodila se v České republice, ale vyrůstala s rodinou v Nizozemsku. V 11 letech se přestěhovala do Rakouska, kde absolvovala druhý stupeň základní školy na lyžařské škole v Bad Gasteinu a následně vystudovala lyžařské gymnázium v Saalfeldenu. V listopadu 2010, ve věku 15 let, začala závodit v kategorii FIS a své první vítězství slavila v lednu 2012. Na zimních mládežnických olympijských hrách (YOG 2012) v Innsbrucku získala bronzovou medaili v alpské kombinaci. Ve Světovém poháru debutovala 16. prosince 2012 v obřím slalomu v Courchevelu, který nedokončila. Na mistrovství světa poprvé startovala v roce 2013, dojela na 40. příčce v obřím slalomu. Nejlepším umístěním z MS je 19. místo ve slalomu z Åre 2019.
V únoru 2014 poprvé získala body v Evropském poháru. V sezóně 2016/2017 na Nor-Am Cupu skončila při svém prvním vystoupení v této soutěži na stupních vítězů. První body ve Světovém poháru získala 25. listopadu 2017 za 25. místo v obřím slalomu v Killingtonu (Vermont, USA). Následně se zúčastnila sedmi závodů Nor-Am Cupu, kde jednou vyhrála a čtyřikrát byla druhá. Celkově v obřím slalomu NAC obsadila v sezóně 2017/2018 druhé místo, o rok později byla celkově třetí a v sezóně 2019/2020 Nor-Am Cup v obřím slalomu ovládla.
Ve Světovém poháru se výrazně prosadila v sezóně 2020/2021, kdy 10. místem v paralelu v Lechu a 11. místem v obřím slalomu v Kranjske Goře splnila tvrdé limity nizozemského olympijského výboru pro kvalifikaci na ZOH. Den po úspěchu v Kr. Goře, 17. ledna 2021 při druhém obří slalomu na stejném místě, si však zranila koleno a sezóna pro ni předčasně skončila. Přesto se dokázala díky výsledkům z období před zraněním kvalifikovat v obřím slalomu poprvé v kariéře na finále Světového poháru vyhrazenému pro 25 nejlepších v dané disciplíně. Po zranění se dokázala vrátit na bodované pozice v SP. Stalo se tak 8. ledna 2022 téměř přesně po roce a na tomtéž svahu v Kranjske Goře, kde se o rok dříve zranila.